# Choque interplanetário
Os choques interplanetários são um tipo de choque sem colisão - aqueles em que as partículas transferem energia através de campos eletromagnéticos, em vez de saltar diretamente para o outro. Esses choques sem colisões são um fenômeno encontrado em todo o universo, inclusive em supernovas, buracos negros e estrelas distantes. Uma equipe da sonda do projeto chamado missão Magnetischeric Multiscale, apelidado de MMS, da NASA detectou um choque interplanetário em 2019.